# Neil Breen
Pour les articles homonymes, voir Breen.
Neil Breen, né le 23 novembre 1958, est un cinéaste indépendant américain, architecte et agent immobilier. 

## Biographie
Selon Neil Breen, il a travaillé dans l'architecture et en tant qu'agent immobilier avant de se lancer dans la réalisation de films auto-produits. 
Breen écrit et joue dans chacun de ses films. Les personnages qu'il représente possèdent des capacités avancées et souvent surhumaines qu'ils utilisent dans des luttes grandioses contre des forces et des institutions corrompues. Fateful findings dépeint Breen comme un pirate informatique doté de pouvoirs surnaturels par une pierre magique qu'il a découvert étant enfant. Il utilise ses capacités pour révéler les malversations du gouvernement et la corruption des entreprises. Dans Double Down, il joue un super-agent du gouvernement voyou. Dans d'autres films, son protagoniste est une figure divine, messianique ou autrement choisie ; dans Pass Thru, par exemple, Breen joue le rôle d’une entité messianique qui vient du futur pour éliminer 300 millions de « méchants » et inaugurer une nouvelle ère de paix. Breen a déclaré que ses films avaient « un sens des responsabilités sociales » et reflétaient « le côté mystique ou paranormal de la vie ». 
Son premier long métrage, Double Down, a notamment été présenté dans la série en ligne Best of the Worst de RedLetterMedia. Depuis lors, les films de Breen ont été diffusés par des cinémas et des festivals de cinéma, y compris le festival Butt-Numb-A-Thon de 2012 et le Festival international du film de Seattle 2013. Dans la liste 2014 des 100 meilleurs films B de Paste Magazine, le film I Am Here… Now de Breen figure en 21e position ; l'auteur de la liste a déclaré qu'il pensait que Breen gagnerait un jour sa place dans le « terrible Hall of Fame » aux côtés d'Ed Wood et de Tommy Wiseau. 
Le troisième film de Breen, Fateful Findings, a été comparé à The Room de Wiseau par Panorama Entertainment. Le cinquième long métrage de Breen, Twisted pair est sorti en 2018.

## Filmographie
- 2005 : Double Down
- 2009 : I Am Here.... Now
- 2012 : Fateful Findings
- 2016 : Pass Thru
- 2018 : Twisted Pair
- 2020 : Neil Breen's 5 Film Retrospective (documentaire)
- 2023 : Cade: The Tortured Crossing